# Le Capitaine Bonhomme
Pour les articles homonymes, voir Capitaine Bonhomme (personnage) et Capitaine Bonhomme (série télévisée).
Albums de Capitaine Bonhomme
Des histoires... des chansons... avec le Capitaine Bonhomme
(1965) Michel Noël et le Capitaine Bonhomme
(1981)
Le Capitaine Bonhomme est le deuxième album du Capitaine Bonhomme, commercialisé en 1971.
Le Capitaine Bonhomme est un personnage de la populaire série télévisée québécoise pour enfants Le Cirque du Capitaine, il est personnifié par Michel Noël.

## Titres
| 1. | Une histoire                            |  |
| 2. | J'aime bien                             |  |
| 3. | La grotte de la panthère aux yeux roses |  |

| 4. | Sur mon bateau     |  |
| 5. | En avion           |  |
| 6. | L'aventure polaire |  |
| 7. | Les animaux        |  |
| 8. | Dil pan tam        |  |

## Crédits
- Éditions : Allegro (G. E. F.)
- Arr. et orch. : Georges Tremblay
- Production : Georges Tremblay & Joey Galimi